# Луке, Дольф
Адольфо Доминго де Гусман Луке (исп. Adolfo Domingo De Guzmán Luque, более известен как Дольф Луке, исп. Dolf Luque; 4 августа 1890, Гавана — 3 июля 1957, там же) — кубинский бейсболист, питчер. Выступал в Главной лиге бейсбола  с 1914 по 1935 год. Большую часть карьеры провёл в составе клуба «Цинциннати Редс». Победитель Мировых серий 1919 и 1933 годов. Также играл и тренировал различные клубы Мексики и Кубы. Член Залов славы кубинского и мексиканского бейсбола.

## Биография
Адольфо Луке родился 4 августа 1890 года в одном из бедных кварталов Гаваны. Информации о его детстве и юношеских годах практически нет. В начале XX века он служил артиллеристом в республиканской армии и играл в бейсбол на любительском уровне. Профессиональную спортивную карьеру он начал на родине в 1912 году, играя питчером и на третьей базе. Всего через полгода бизнесмен Эрнандес Энрикес, руководивший командой «Лонг-Бранч Кьюбанс» из Нью-Джерси, предложил ему поехать играть в США. Успешное выступление в составе «Кьюбанс» помогло Луке подписать контракт с клубом «Бостон Брэйвз». В мае 1914 года он дебютировал в Главной лиге бейсбола, став в ней первым латиноамериканским питчером.
В дебютном сезоне Луке сыграл всего в двух матчах чемпионата и не внёс заметного вклада в успех «Брэйвз», сенсационно выигравших Национальную лигу, а затем и Мировую серию. В 1915 году он также не смог закрепиться в составе, проведя на поле пять иннингов в двух играх с пропускаемостью 3,60, довольно высокой для того времени. В зимние месяцы он возвращался играть на Кубу, где тоже не выделялся на фоне других игроков. Уйдя из «Брэйвз», Луке выступал за команды младших лиг «Джерси-Сити Скитерз» и «Торонто Мэйпл Лифс», где набирался необходимого опыта. Удачный старт сезона 1918 года, когда он одержал шесть побед в двенадцати играх, помог ему получить контракт в клубе «Цинциннати Редс», ставшем для него главным в карьере.
В новой команде ему удалось быстро добиться успеха. В 1918 и 1919 годах Луке одержал шестнадцать побед и был важным игроком в буллпене «Редс». Во втором из этих сезонов он помог команде выиграть чемпионат Национальной лиги и стал первым латиноамериканским питчером, сыгравшим в Мировой серии. В скандальном финале против «Чикаго Уайт Сокс», который «Редс» выиграли, Луке выходил на поле в двух матчах и провёл пять иннингов без пропущенных ранов. В составе Цинциннати он играл до 1929 года. Лучшим для него стал сезон 1923 года, в котором питчер одержал 27 побед при всего 8 поражениях. Луке возглавил лигу по проценту выигранных матчей, пропускаемости и «сухим» победам. Его показатель ERA 1,93 оставался лучшим для латиноамериканских игроков до 1968 года, когда новый рекорд установил Луис Тиант. Он также выбил один хоум-ран, пропустив всего два за 322 иннинга.
После 1923 года результаты Луке начали снижаться. Ему больше не удалось провести сезон с 20 победами, хотя в 1925 году он выиграл 16 матчей с лучшим в лиге показателем ERA 2,63. В 1930 году он перешёл в Бруклин Робинс, а последней командой в его карьере стали Нью-Йорк Джайентс. В 1933 году Луке во второй раз стал победителем Мировой серии. В решающей пятой игре он вышел на замену, провёл на поле четыре иннинга и одержал победу над «Вашингтон Сенаторз».
Менее известная часть карьеры Луке связана с Кубой. Суммарно он отыграл 22 сезона в зимней национальной лиге, одержав за это время 93 победы при 62 поражениях. Большую часть этого времени он выступал в роли играющего тренера. Семь раз он приводил к чемпионскому титулу «Алакранес дель Альмендарес» из Гаваны, в 1946 году с Луке во главе первый титул в истории выиграли «Элефантес де Сьенфуэгос». В начале 1950-х годов он дважды становился победителем Мексиканской лиги с «Теколотес де Нуэво-Ларедо». Среди его воспитанников разных лет были звёзды Главной лиги бейсбола Сэл Магли и Камило Паскуаль.
Несмотря на все успехи на поле и заслуги в роли тренера, Луке больше известен своим вспыльчивым и несдержанным характером. В начале 1920-х годов в одной из игр он ударил игрока «Нью-Йорк Джайентс» Кейси Стенгела, хотя провокатором выступил другой соперник аутфилдер Билл Каннингем. Ходили слухи и о том, что он часто носил с собой пистолет. Тем не менее, подобная репутация во многом была создана публикациями в прессе, а жёсткий стиль игры и постоянные стычки сопровождали карьеры многих звёзд первой половины XX века. Известно, что после окончания карьеры и возвращения в Гавану, Луке жил на широкую ногу, тратя значительные средства на женщин, алкоголь и бывшие тогда легальными петушиные бои. При этом он был женат на мексиканске Ивонне Ресек, их дочь Ольга Луке была пловчихой и выступала за национальную сборную Кубы.
Дольф Луке скончался 3 июля 1957 года в результате сердечного приступа. Он похоронен на кладбище Колон в Гаване. В том же году он был избран в Зал славы кубинского бейсбола. В Зал славы мексиканского бейсбола его посмертно ввели в 1985 году.